# Symphostemon
Symphostemon es un género con dos especies de plantas con flores perteneciente a la familia Lamiaceae. Es originario de  Angola.

## Especies
- Symphostemon articulatus I.M.Johnst., Contr. Gray Herb., n.s., 73: 38 (1924).
- Symphostemon insolitus (C.H.Wright) Hiern, Cat. Afr. Pl. 1: 867 (1900).